# Запишенье
Запишенье — деревня в Заклинском сельском поселении Лужского района Ленинградской области.

## История
Впервые упоминается в писцовой книге Водской пятины 1500 года, как сельцо Запесчание в Никольском Бутковском погосте Новгородского уезда.
Как деревня Запишеное она обозначена на карте Санкт-Петербургской губернии Ф. Ф. Шуберта 1834 года.

ЗАПИШЕНЬЕ — деревня принадлежит: генерал-майорше Бегичевой, число жителей по ревизии: 15 м. п., 13 ж. п.

наследникам чиновника 7-го класса Семёна Рындина, число жителей по ревизии: 4 м. п., 6 ж. п.

надворному советнику Пурлевскому, число жителей по ревизии: 10 м. п., 9 ж. п. (1838 год)

Как деревня Запишеное она отмечена на карте профессора С. С. Куторги 1852 года.

ЗАПИШЕНЬЕ — деревня госпожи Дашковой, по просёлочной дороге, число дворов — 12, число душ — 47 м. п. (1856 год)

ЗАПИСНОЕ — деревня владельческая при колодцах, число дворов — 15, число жителей: 58 м. п., 58 ж. п. (1862 год)

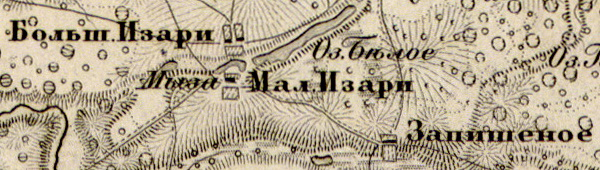
Деревня Запишенье на карте 1863 года

Согласно карте из «Исторического атласа Санкт-Петербургской Губернии» 1863 года деревня называлась Запишеное.
В 1877 году временнообязанные крестьяне деревни выкупили свои земельные наделы у П. И. Дашковой и стали собственниками земли.
Сборник Центрального статистического комитета описывал её так:

ЗАПИШЕНЬЯ — деревня бывшая владельческая при озере Белом, дворов — 20, жителей — 98; школа, лавка. (1885 год)

В XIX — начале XX века деревня административно относилась к Перечицкой волости 1-го земского участка 1-го стана Лужского уезда Санкт-Петербургской губернии.
По данным «Памятной книжки Санкт-Петербургской губернии» за 1905 год, деревня Запишенье входила в Изорское сельское общество.
С 1917 по 1923 год деревня находилась в составе Запишенского сельсовета Перечицкой волости Лужского уезда.
С 1923 года, в составе Изорского сельсовета Толмачёвской волости.
С 1924 года, в составе Калищенского сельсовета.
В 1928 году население деревни составляло 196 человек.
По данным 1933 года деревня Запишенье входила в состав Калищенского сельсовета Лужского района.
C 1 августа 1941 года по 31 января 1944 года деревня находилась в оккупации.
В 1958 году население деревни составляло 89 человек.
По данным 1966 года деревня Запишенье также входила в состав Калищенского сельсовета.
По данным 1973 и 1990 годов деревня Запишенье входила в состав Каменского сельсовета.
В 1997 году в деревне Запишенье Каменской волости проживал 21 человек, в 2002 году — 28 человек (русские — 86 %).
В 2007 году в деревне Запишенье Заклинского СП проживали 15 человек.

## География
Деревня расположена в восточной части района на автодороге 41К-683 (Троицкий поворот — Затуленье).
Расстояние до административного центра поселения — 29 км.
Расстояние до ближайшей железнодорожной станции Оредеж — 15 км.

## Демография
| 1838 | 1862 | 1885 | 1928 | 1958 | 1997 | 2007 |
| ---- | ---- | ---- | ---- | ---- | ---- | ---- |
| 57   | ↗110 | ↘98  | ↗196 | ↘89  | ↘21  | ↘15  |
| 2010 | 2017 |      |      |      |      |      |
| ↗17  | ↘7   |      |      |      |      |      |

## Улицы
Прямой проезд, Садоводов, Центральная.

## Садоводства
Запишенье.